# JOJ Family
JOJ Family je v pořadí druhá stanice, po filmovém programu JOJ Cinema, která oficiálně působí na českém trhu. Program je určený pro diváky v Česku. Program je zaměřen na vlastní pořady TV JOJ, které mají vysílací práva v Česku, jako například seriál ZOO, Soudní síň a show Česko Slovensko má talent. Dále se vysílají i seriály z ČSSR – Zákony pohybu, Okres na severu, Rodáci, Žena za pultem a další.

## Šíření
Program je šířen na satelitu Astra 3B u Skylinku ve formátu MPEG-4/HD. Stanice je také volně dostupná v multiplexu 24.

## Program
Už v názvu stanice JOJ Family je zakódováno její cílení na rodinného diváka, pro kterého televize vysílá především společné česko-slovenské formáty s tradicí, jakou je například československá verze talentové show Česko Slovensko má talent.

### Seriály
- Naši
- Dr. Dokonalý
- Doktorka Ema
- ZOO
- Kdyby bylo kdyby
- Za sklem
- Pravá tvář
- Hotel
- Žena za pultem
- Prázdniny
- Jsem máma
- Zákony pohybu
- Okres na severu
- Rodáci

### Sitcomy
- Hoď svišťom
- Svět podle Evelyn
- Dvojčata (seriál)

### Shows
- Soudní síň
- Česko Slovensko má talent
- Všechno, co mám rád
- Nikdo není dokonalý

### Zpravodajství
- Krimi
- Noviny
- Ranní noviny